# Isaac Portillo
Isaac Antonio Portillo Molina (Apopa, San Salvador, El Salvador; 8 de noviembre de 1994) es un futbolista salvadoreño. Su posición es mediocampista y su actual club es el Alianza F. C. de la Primera División de El Salvador.

## Selección nacional
El 1 de julio es incluido en la lista final de El Salvador para disputar la Copa Oro 2021. Jugó su primer partido en el torneo el 12 de julio ante Guatemala entrando de cambio al minuto 90' por Marvin Monterroza. El encuentro terminó con victoria del cuadro salvadoreño por 2-0.

### Torneos internacionales
| Torneo                 | Categoría | Sede           | Resultado        | Partidos | Goles |
| ---------------------- | --------- | -------------- | ---------------- | -------- | ----- |
| Copa Oro CONCACAF 2021 | Absoluta  | Estados Unidos | Cuartos de final | 3        | 0     |

## Estadísticas

### Clubes
Actualizado al último partido jugado el 11 de mayo de 2025.
| Alianza Fútbol Club · El Salvador                 | 1.ª                 | 2013-14             | 12  | 1  | - | - | -  | - | 12  | 1  | 0.08 |
| Alianza Fútbol Club · El Salvador                 | 1.ª                 | 2014-15             | 10  | 0  | - | - | -  | - | 10  | 0  | 0.00 |
| Alianza Fútbol Club · El Salvador                 | 1.ª                 | 2015-16             | 34  | 0  | - | - | -  | - | 34  | 0  | 0.00 |
| Alianza Fútbol Club · El Salvador                 | 1.ª                 | 2016-17             | 34  | 1  | - | - | 4  | 0 | 38  | 1  | 0.02 |
| Alianza Fútbol Club · El Salvador                 | 1.ª                 | 2017-18             | 31  | 1  | - | - | 4  | 0 | 35  | 1  | 0.02 |
| Alianza Fútbol Club · El Salvador                 | 1.ª                 | 2018-19             | 28  | 0  | - | - | 2  | 0 | 30  | 0  | 0.00 |
| Alianza Fútbol Club · El Salvador                 | 1.ª                 | 2019-20             | 13  | 3  | - | - | 2  | 0 | 15  | 3  | 0.20 |
| Alianza Fútbol Club · El Salvador                 | 1.ª                 | 2020-21             | 29  | 4  | - | - | -  | - | 29  | 4  | 0.14 |
| Alianza Fútbol Club · El Salvador                 | 1.ª                 | 2021-22             | 24  | 0  | - | - | 2  | 0 | 26  | 0  | 0.00 |
| Alianza Fútbol Club · El Salvador                 | 1.ª                 | 2022-23             | 30  | 1  | - | - | 2  | 0 | 32  | 1  | 0.03 |
| Alianza Fútbol Club · El Salvador                 | 1.ª                 | 2023                | 11  | 0  | - | - | -  | - | 11  | 0  | 0.00 |
| Alianza Fútbol Club · El Salvador                 | Total               | Total               | 256 | 11 | 0 | 0 | 16 | 0 | 272 | 11 | 0.04 |
| Asociación Deportiva Isidro Metapán · El Salvador | 1.ª                 | 2024                | 5   | 0  | - | - | -  | - | 5   | 0  | 0.00 |
| Asociación Deportiva Isidro Metapán · El Salvador | 1.ª                 | 2024-25             | 19  | 0  | - | - | -  | - | 19  | 0  | 0.00 |
| Asociación Deportiva Isidro Metapán · El Salvador | 1.ª                 | 2025-26             |     |    |   |   |    |   |     |    |      |
| Asociación Deportiva Isidro Metapán · El Salvador | Total               | Total               | 24  | 0  | 0 | 0 | 0  | 0 | 24  | 0  | 0.00 |
| Total en su carrera                               | Total en su carrera | Total en su carrera | 280 | 11 | 0 | 0 | 16 | 0 | 296 | 11 | 0.04 |
| (2) No incluye goles en partidos amistosos.       |                     |                     |     |    |   |   |    |   |     |    |      |

Segunda División de El Salvador
| Club                              | País        | Año         | Partidos | Goles |
| --------------------------------- | ----------- | ----------- | -------- | ----- |
| Club Social y Deportivo Vendaval  | El Salvador | 2009 - 2011 | 10       | 0     |
| Asociación Deportiva Chalatenango | El Salvador | 2011 - 2012 | 14       | 0     |
| Club Social y Deportivo Vendaval  | El Salvador | 2012 - 2013 | 21       | 2     |
| Total:                            | Total:      | Total:      | 45       | 2     |

### Selección nacional
| Selección                                   | Año                 | Partidos | Goles |
| ------------------------------------------- | ------------------- | -------- | ----- |
| El Salvador                                 |                     |          |       |
| 2021                                        | 12                  | 0        |       |
| 2022                                        | 3                   | 0        |       |
| 2023                                        | 1                   | 0        |       |
| 2024                                        | 1                   | 0        |       |
| Total en su carrera                         | Total en su carrera | 17       | 0     |
| Estadísticas hasta el 3 de febrero de 2024. |                     |          |       |

## Palmarés

### Títulos nacionales
| Título           | Club       | País        | Año    |
| ---------------- | ---------- | ----------- | ------ |
| Primera División | Alianza FC | El Salvador | A-2015 |
| Primera División | Alianza FC | El Salvador | A-2017 |
| Primera División | Alianza FC | El Salvador | C-2018 |
| Primera División | Alianza FC | El Salvador | A-2019 |
| Primera División | Alianza FC | El Salvador | A-2020 |